# 梅里蒙鎮區 (北卡羅萊納州加特利縣)
梅里蒙鎮區（英語：Merrimon Township）是位於美國北卡羅萊納州加特利縣的一個鎮區。

## 地方資料
梅里蒙鎮區的面積為173.78平方千米，皆為陸地。根據2020年美國人口普查的數據，當地共有人口580人，而人口密度為每平方千米3.34人。